# 米洛什·然科

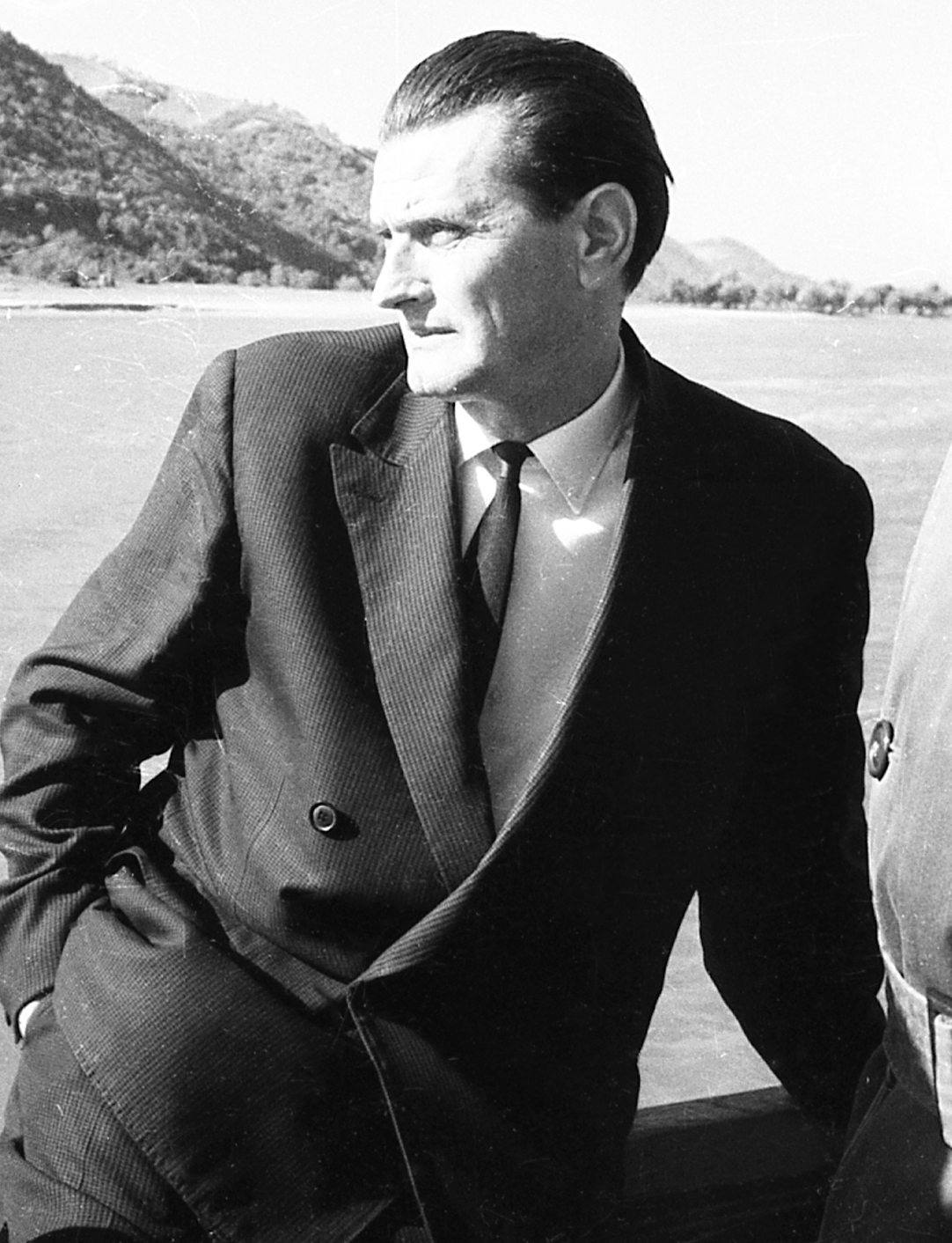
米洛什·然科

米洛什·然科（Miloš Žanko，1915年—2000年1月24日），南斯拉夫和克罗地亚社会主义共和国政治家。曾参与南斯拉夫人民解放战争。

## 生平
米洛什·然科1915年生于奥匈帝国达尔马提亚王国斯普利特，毕业于萨格勒布大学法学院。1934年参加青年革命运动，加入南斯拉夫共产主义青年联盟。1941年，加入南斯拉夫共产党。
1941年后，参加了南斯拉夫人民解放战争，并担任过各种军事和政治职务。他是南斯拉夫人民解放反法西斯委员会和克罗地亚人民解放全国反法西斯委员会的议员。
南斯拉夫1945年解放后。他曾任南斯拉夫联盟共和国临时政府克罗地亚部长帕夫勒·格雷戈里奇的事务助理。

## 任职
他曾在以下克罗地亚人民共和国的机构任职：
- 克罗地亚人民共和国部长会议议员
- 克罗地亚人民共和国政府秘书长
- 克罗地亚人民共和国政府科学与文化部长
- 克罗地亚人民共和国执行委员会成员
- 克罗地亚人民共和国执行委员会副主席
- 克罗地亚人民共和国部长会议副议长

1967年后，其到南斯拉夫社会主义联邦共和国的联邦机构任过以下职位：
- 联邦议会联邦委员会成员，（1967 年至 1969 年）
- 联邦议会人民委员会成员，（1969 年至 1970 年）
- 联邦议会副主席，（1967 年至 1970 年）

## 被解除职务
1970年1月举行的克罗地亚共产主义者联盟中央委员会第十次全体会议上，由于他对处理种族和联邦关系之中和克共盟冲突，他被解除了克罗地亚部长会议副会长一职。

## 死亡
被解职后，他便从政治生活退休并搬到贝尔格莱德，于2000年1月24日在贝尔格莱德去世。

## 荣誉
1986年，克罗地亚人民解放战争战士协会授予他勋章，以表彰他“加强了南斯拉夫各民族和促进各民族的兄弟的情谊和团结”。
他也拥有1941年游击队勋章，以及带金色花环的共和国勋章。